# Hilton Frankfurt Gravenbruch

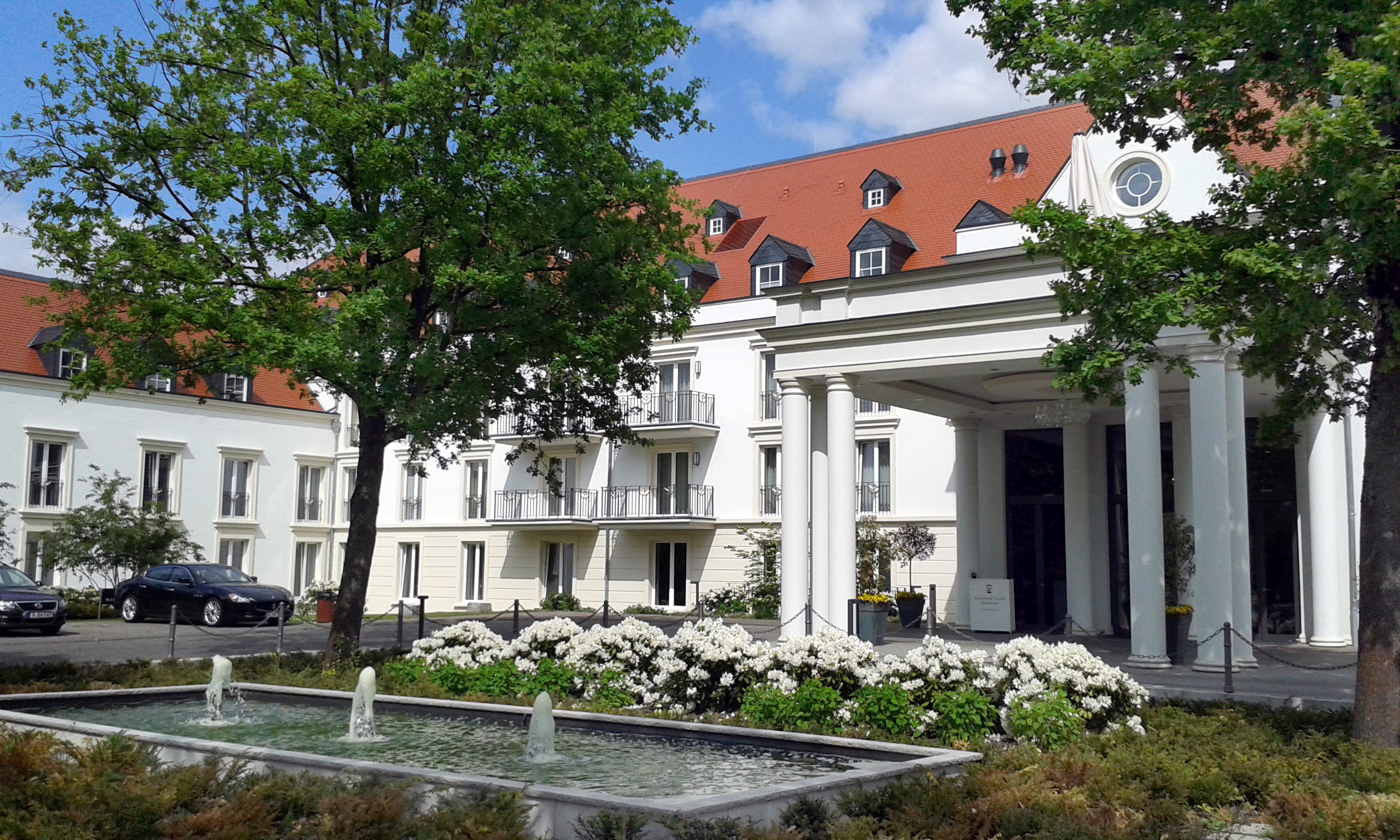
Kempinski Frankfurt 2016

Das Hotel Frankfurt Gravenbruch  ist ein Hotel der Luxusklasse in Gravenbruch bei Frankfurt am Main. Es wurde 1976 als viertes Hotel der Kempinski-Gruppe in Deutschland übernommen. Seit Oktober 2024 firmiert das Hotel unter der Marke Hilton.

## Geschichte

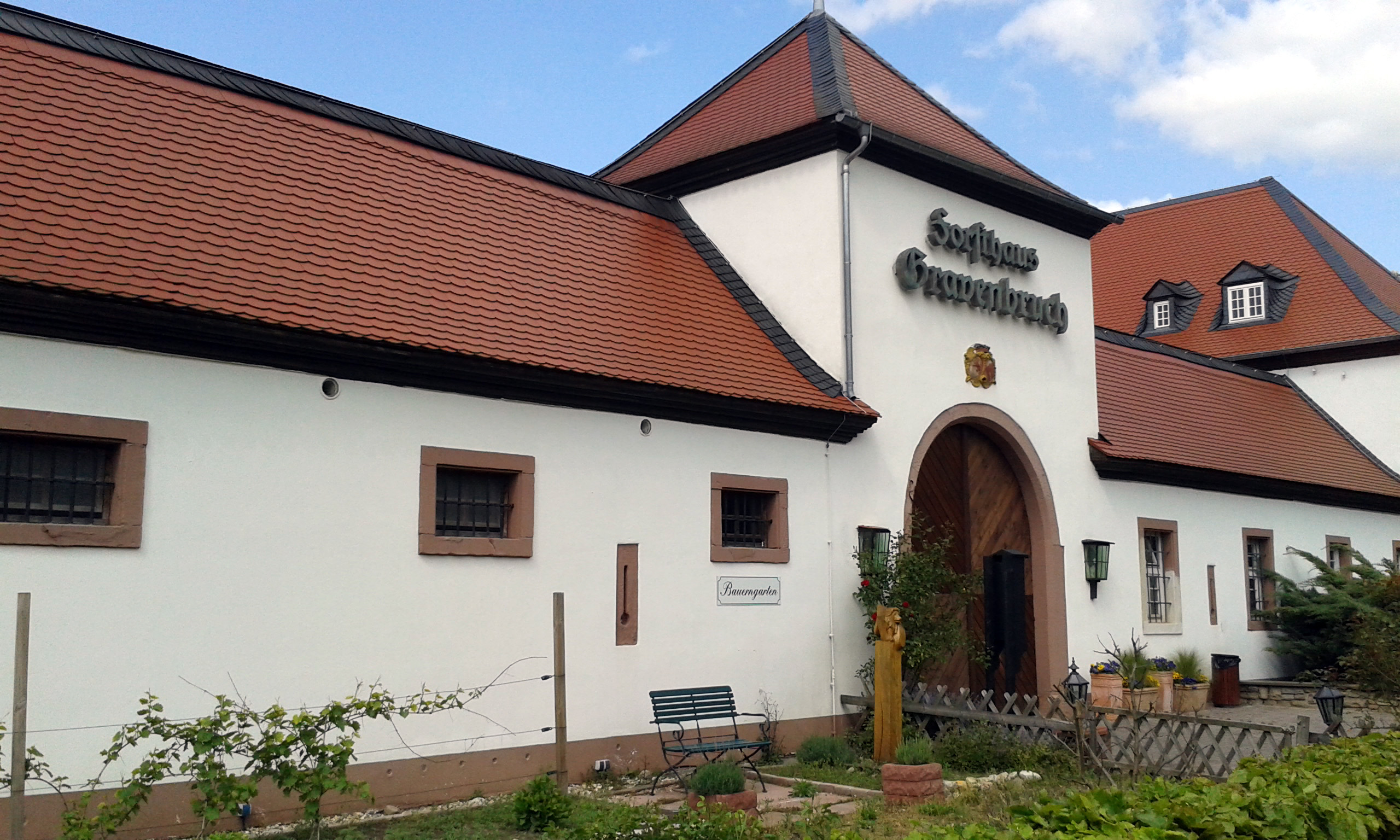
Torschänke Gravenbruch

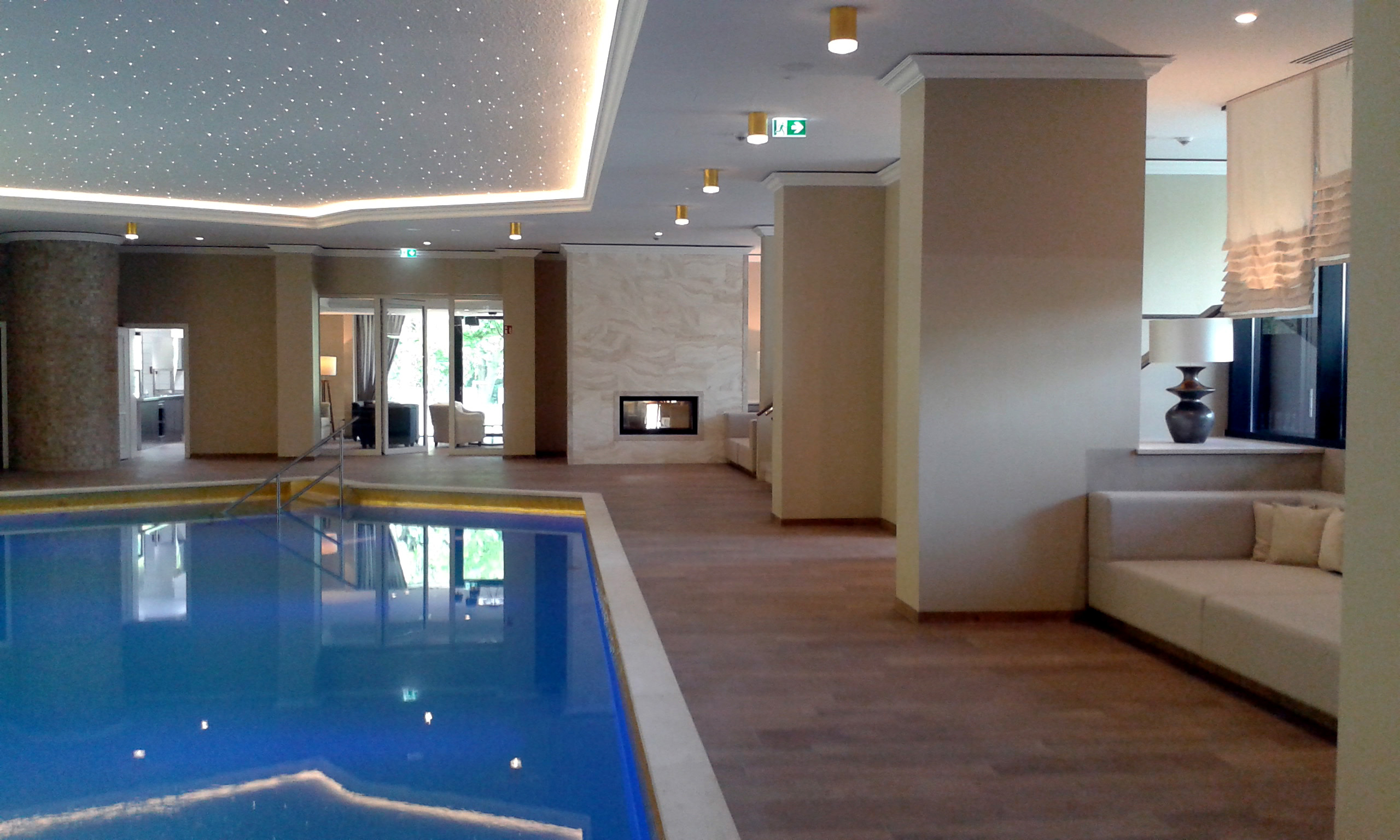
Hotel Innenpool

Die Herren von Heusenstamm ließen 1586 am Grauen Bruch, am Gravenbruch, den Gravenbrucher Hof erbauen. 1661 kam der Hof mit dem umliegenden Wald in den Besitz der Grafen von Schönborn. Um 1720 erweiterten sie den Hof um ein Jagdschlösschen. Noch heute erinnert das Wappen über dem Portal zum heutigen Innenhof daran. 1885 wurde dem Hof und dem Jagdschlösschen die Waldgaststätte Forsthaus Gravenbruch angegliedert, die sich zur Jahrhundertwende zu einem beliebten Ausflugsziel des Frankfurter Adels entwickelte. Das Forsthaus wurde 1907 um einen Saalbau und eine Reihe von Gästezimmern erweitert. Außerdem entstand eine Gartenwirtschaft.
1943 wurde bei einem schweren Bombenangriff nahezu das gesamte Anwesen zerstört. Rudolf Graf von Schönborn ließ den Gebäudekomplex im alten Stil bereits wenige Jahre nach Kriegsende wieder aufbauen. Das Restaurant konnte 1953 wieder in Betrieb genommen werden, Ende der 1950er Jahre wurde es noch einmal erweitert.
In den 1960er Jahren entstand der neue Hotelflügel, der 1967 eröffnete. Zu diesem Zeitpunkt wurden auch der hoteleigene See und der Außenpool angelegt, ebenso wurden mehrere Gesellschaftsräume neu errichtet. 1973 entstand ein Hallenbad. 1976 übernahm die Kempinski AG die Leitung des Hauses und führte umfassende Umbau- und Erweiterungsmaßnahmen durch.
1980 wurde das Hotel durch den Hessischen Minister für Wirtschaft und Technik offiziell als Kempinski Hotel wieder eröffnet. Im Jahre 2014, nach dem Tod des Eigentümers, wurde das Hotelgebäude von der persisch-englischen Unternehmerfamilie Mashali erworben und für 70 Millionen Euro renoviert.
Der Hotelbetreiber Kempinski beendete zum 30. September 2024 den Hotelbetrieb in Gravenbruch. Die Hotelgeschäfte werden ab Oktober von Hilton Worldwide fortgeführt.
In den kommenden Monaten werden bei laufendem Betrieb alle Zimmer und öffentliche Bereiche umfassend renoviert. Geplant sind zudem Verbesserungen in den Bereichen Umweltschutz, Nachhaltigkeit und Barrierefreiheit.

## Ausstattung
Das Hotel verfügt über 225 Zimmer und Suiten, drei Restaurants, eine Bar, zwei Ballsäle mit Kapazitäten von jeweils bis zu 600 Personen, 18 Konferenz- und Veranstaltungsräume sowie Freizeit- und Wellnesseinrichtungen, darunter Innen- und Außenpools, mehrere Saunen, sieben Behandlungsräume, ein Fitnessstudio, zwei Tennisplätze und ein Kinderspielplatz.
Im Dezember 2013 eröffnete das Restaurant Sra Bua by Juan Amador mit einer asiatisch und europäisch geprägten Fusionsküche unter der Leitung von Juan Amador. Im November 2014 wurde das Restaurant mit einem Michelin-Stern ausgezeichnet.

## Bekannte Gäste
Die deutsche Fußballnationalmannschaft übernachtet oft vor Länderspielen im Kempinski-Hotel. Während der Fußball-Weltmeisterschaft 2006 war das Hotel die offizielle Schiedsrichterunterkunft. Auch Prominente wie der ehemalige US-Präsident Bill Clinton, Michail Gorbatschow sowie die Schauspieler Chuck Norris und Arnold Schwarzenegger wohnten in diesem Hotel.